# Абатство Парк
Абатство Парк (на нидерландски: Abdij van 't Park) е норбертинско абатство, в гр.Хеверле, южно от гр.Льовен, провинция Фламандски Брабант, Централна Белгия.

## История
Абатството е основано през 1129 г. по инициатива на Годфрид I Брадати, граф на Льовен, и херцог на Долна Лотарингия, който дарява част от имота си на монаси-премонстранти от абатство Сент Мартен в Лаон, Северна Франция. Върху дарения имот монасите започват изграждането на нония манастир, който е наречен по името на бившия херцогски ловен парк. От ХІІІ век датира и първата църква изградена в романски стил. През Средновековието абатството увеличава своето благосъстояние и се превръща в значим стопански, културен и духовен център. Монасите се занимават със селскостопанска дейност и обработват 3300 земя. В началото на ХVІІ век са извършени редица преустройства – поставени са новите манастирски порти, изградени са нови сгради за църква и прелатура, в манастира има 48 монаси. По време на австрийското управление в края на ХVІІІ век за известен период монасите напускат манастира през 1789 г. По време на Френската революция абатството е обложено с тежки данъци, и през 1797 г. монасите отново са прогонени от манастира, а имуществото е конфискувано и продадено на търг. Благодарение на подставено лице, една малка част от активите на абатството са изкупени – манастирските сгради и около 42 хектара земи.
От 1797 г. до 1834 г. абатството не съществува, поне официално. В действителност, още през 1802 г. част от монасите се зъвръщат в манастира, но за да оцелеят в тежките и трудни времена, през 1828 г.те са принудени да продадат част от манастирските стопански сгради (пивоварната, ковачницата), мебели и книги.
С обявяване на независимостта на Белгия през 1830 г. и възстановяването на религиозната свобода, гарантирана от конституцията на младата държава, абатството се съживява. На 24 юни 1834, десетина духовници, всички свещеници в съседните енории, възобновяват монашески живот. През 1872 г. абатството е официално с ръкополагането на Алоис Франк за абат на Парк. Абатството участва активно в мисионерската движение през ХІХ век. През 1894 г. монаси от Парк откриват мисия в Бразилия. Абатството преживява стопански и духовен подем – издава списания, отваря католическо училище в Хеверле.
Днес абатството е действащ католически манастир с 8 монаси, част от Ордена на премонстрантите.

## Бира Абеи дю Парк
Едноименната абатска бира се произвежда по по споразумение, сключено между абатството и белгийската пивоварна Brouwerij Haacht и се продава в търговската верига Аldi. С името на абатството се варят два вида бира:
- Abbaye de Parc Blonde – светла блонд бира с алкохолно съдържание 6 %.
- Abbaye de Parc Brune – тъмна дубъл бира с алкохолно съдържание 6 %.